# Fanny Smith
Fanny Smith (* 20. Mai 1992 in Aigle) ist eine Schweizer Freestyle-Skierin. Sie ist auf die Disziplin Skicross spezialisiert. Ihre bisher grössten Erfolge sind die Weltmeistertitel 2013 und 2025, Olympiabronze 2018 und 2022 sowie der Gewinn der Disziplinenwertung in den Weltcupsaisons 2012/13, 2018/19, 2020/21 und 2024/25.

## Biografie
Smith wuchs in Villars-sur-Ollon im Kanton Waadt auf. Sie ist die Tochter eines US-Amerikaners und einer Engländerin, die sich beide in der Schweiz einbürgern liessen. Wie bei Skicrossern üblich, war sie zunächst Alpinskifahrerin. Als 13-Jährige gewann sie die Westschweizer Jugendmeisterschaft im Super-G und wurde in der Folge in das Kader des Nationalen Leistungszentrums von Swiss-Ski aufgenommen. Als sie 16 Jahre alt war, wechselte sie jedoch zur Freestyle-Disziplin Skicross, die ihr mehr zusagte.
Am 6. März 2008 debütierte Smith in Grindelwald im Freestyle-Skiing-Weltcup, konnte das Rennen aber nicht beenden. Die ersten Weltcuppunkte gewann sie am 5. Januar 2009 als 19. des Rennens in St. Johann in Tirol; dies blieb ihr bestes Ergebnis in der Saison 2008/09. Erstmals unter die besten zehn fuhr sie am 21. Dezember 2009 in Innichen, wo sie den siebten Platz erreichte. Ihren ersten Podestplatz erzielte sie am 24. Januar 2010, als Zweite in Lake Placid. Smith war bei den Olympischen Winterspielen 2010 das jüngste Mitglied des Schweizer Teams; sie schied im Halbfinal aus und klassierte sich als Siebte. Die FIS zeichnete sie einen Monat später als «Rookie of the Year» aus.
Ende August 2010 gewann Smith bei den Juniorenweltmeisterschaften in Cardrona die Goldmedaille. Für diesen Erfolg erhielt sie von der Stiftung Schweizer Sporthilfe die Auszeichnung als Nachwuchsathletin des Jahres 2010. Am 19. Dezember 2010 konnte sie in Innichen ihren ersten Weltcupsieg feiern. Einen Monat später wurde sie Dritte bei den Winter-X-Games 2011. Weiter gewann sie 2011 die Schweizer Meisterschaften in Arosa. Zum Auftakt der Saison 2011/12 fuhr Smith in Innichen auf den vierten Platz; sie stürzte jedoch im Finaldurchgang und zog sich einen Kreuzbandriss zu, womit die Saison für sie vorzeitig beendet war.
Im ersten Rennen der darauf folgenden Saison 2012/13 fand Smith sogleich an die Weltspitze zurück, als ihr in Nakiska der zweite Weltcupsieg gelang. Mit drei weiteren Siegen und zwei dritten Plätzen übernahm sie früh die Führung in der Weltcup-Disziplinenwertung und gab diese bis Saisonende nicht mehr ab. Bei den Weltmeisterschaften 2013 in Voss wurde sie ihrer Favoritenrolle gerecht und gewann die Goldmedaille. In der Saison 2013/14 stand Smith siebenmal auf dem Podest eines Weltcuprennens, davon dreimal als Siegerin. Die Entscheidung um den Gewinn der Disziplinenwertung fiel erst im letzten Rennen zu ihren Ungunsten, als sie die Kanadierin Marielle Thompson noch an sich vorbeiziehen lassen musste. Enttäuschend endeten für sie die Olympischen Winterspiele 2014, als sie nach einem Fahrfehler im Halbfinal ausschied und letztlich nur den achten Platz belegte.
In der Saison 2014/15 siegte Smith dreimal. Hinzu kam ein dritter Platz, was in der Disziplinenwertung für Rang drei reichte. Bei den Weltmeisterschaften 2015 in Kreischberg gewann sie die Bronzemedaille. Das Saisonfinale in Megève konnte sie wegen einer im Training erlittenen Steissbeinprellung nicht bestreiten. Bei der Qualifikation zum ersten Weltcuprennen des Winters 2015/16 im Montafon stürzte Smith schwer und brach sich das Schlüsselbein, womit sie den Rest der Saison verpasste. In der Saison 2016/17 gelangen ihr sieben Weltcup-Podestplätze (fünfmal Zweite, zweimal Dritte), was in der Disziplinenwertung den dritten Rang ergab. Beim Saisonabschluss, den Weltmeisterschaften 2017 in der Sierra Nevada, gewann sie die Silbermedaille.
Mitte Dezember 2017 gelang Smith nach mehr als zweieinhalb Jahren wieder ein Weltcupsieg (der insgesamt zwölfte). Im weiteren Verlauf der Saison 2017/18 kam drei Podestplätze hinzu, darunter ein weiterer Sieg. Bei den Olympischen Winterspielen 2018 in Pyeongchang gewann sie die Bronzemedaille. In der Saison 2018/19 stand Smith in sieben von elf Rennen auf dem Podest. Mit insgesamt sechs Siegen und einem dritten Platz entschied sie die Disziplinenwertung zum zweiten Mal nach sechs Jahren für sich. Bei den Weltmeisterschaften 2019 in Park City gewann sie die Silbermedaille.
In der Saison 2019/20 erreichte sie mit vier Siegen und acht Podestplätzen den zweiten Rang im Skicross-Weltcup. An den Weltmeisterschaften 2021 in Idre hohlte sie wieder die Silbermedaille. Im selben Winter 2020/21 konnte sie zum dritten Mal den Skicross-Weltcup für sich entscheiden. Dabei gewann sie sieben Rennen und stand vier weitere Male auf dem Podest.
In den ersten acht Rennen der Saison 2021/22 stand sie sieben Mal auf dem Podest. Am 15. Januar stürzte sie allerdings in Nakiska, wobei sie mit dem Gesicht im Sicherheitsnetz einschlug und ihr Knie verletzte. Die nächsten Rennen musste Smith auslassen. Trotz anhaltender Knieschmerzen konnte sie am 17. Februar bei den Olympischen Winterspielen 2022 in Peking an den Start gehen und zog ins Grosse Finale ein. Sie beendete das Rennen der besten vier Athletinnen vorerst auf dem dritten Platz und somit auf dem Bronzerang. Die Jury entschied im Nachhinein jedoch, dass sie die deutsche Starterin Daniela Maier behindert hätte, wodurch Smith aus der Wertung genommen wurde und Maier die Bronzemedaille gewann. Dieser Entscheid stiess auf Unverständnis und der Schweizer Cheftrainer Ralph Pfäffli übte deutliche Kritik an der FIS. Maier sagte dazu: «Dass es so ausgegangen ist, ist natürlich gut für mich, aber es tut mir für Fanny sehr leid.»
Fanny Smith und der Verband Swiss-Ski legten gegen den Juryentscheid Rekurs ein. Am 26. Februar wurde ihr die Bronzemedaille nachträglich zugesprochen, welche Daniela Maier zurückgeben muss. Die Berufungskommission der FIS ist nach eingehender Analyse zum Schluss gekommen, dass der Kontakt zwischen Smith und Maier weder beabsichtigt noch vermeidbar gewesen sei.
Im März 2025 holte sich die 32-Jährige in St. Moritz nach 2013 zum zweiten Mal die Goldmedaille bei den Freestyle-Weltmeisterschaften.

## Erfolge

### Olympische Spiele
- 2010 Vancouver: 7. Skicross
- 2014 Sotschi: 8. Skicross
- 2018 Pyeongchang: 3. Skicross
- 2022 Peking: 3. Skicross

### Weltmeisterschaften
- Deer Valley 2011: 10. Skicross
- Voss 2013: 1. Skicross
- Kreischberg 2015: 3. Skicross
- Sierra Nevada 2017: 2. Skicross
- Park City 2019: 2. Skicross
- Idre 2021: 2. Skicross
- Bakuriani 2023: 3. Skicross, 5. Skicross Team
- St. Moritz 2025: 1. Skicross

### Weltcupwertungen
| Saison  | Gesamt | Gesamt | Skicross | Skicross |
| Saison  | Platz  | Punkte | Platz    | Punkte   |
| ------- | ------ | ------ | -------- | -------- |
| 2008/09 | 145.   | 1      | 47.      | 13       |
| 2009/10 | 19.    | 34     | 6.       | 374      |
| 2010/11 | 9.     | 46     | 4.       | 504      |
| 2011/12 | 107.   | 5      | 27.      | 50       |
| 2012/13 | 5.     | 58     | 1.       | 576      |
| 2013/14 | 5.     | 66     | 2.       | 730      |
| 2014/15 | 8.     | 49     | 3.       | 539      |
| 2016/17 | 13.    | 52,54  | 3.       | 683      |
| 2017/18 | 8.     | 53,90  | 2.       | 539      |
| 2018/19 | 3.     | 72,64  | 1.       | 799      |
| 2019/20 | 3.     | 72,36  | 2.       | 796      |
| 2020/21 | -      | -      | 1.       | 945      |
| 2021/22 | -      | -      | 2.       | 641      |
| 2022/23 | -      | -      | 2.       | 691      |
| 2023/24 | -      | -      | 9.       | 493      |

### Weltcupsiege
Smith errang im Weltcup bisher 84 Podestplätze in Einzelrennen, davon 35 Siege:
| Datum             | Ort           | Land        |
| ----------------- | ------------- | ----------- |
| 19. Dezember 2010 | Innichen      | Italien     |
| 8. Dezember 2012  | Nakiska       | Kanada      |
| 13. Dezember 2012 | Telluride     | USA         |
| 19. Dezember 2012 | Val Thorens   | Frankreich  |
| 17. März 2013     | Åre           | Schweden    |
| 21. Dezember 2013 | Innichen      | Italien     |
| 15. März 2014     | Åre           | Schweden    |
| 16. März 2014     | Åre           | Schweden    |
| 6. Februar 2015   | Arosa         | Schweiz     |
| 7. Februar 2015   | Arosa         | Schweiz     |
| 21. Februar 2015  | Tegernsee     | Deutschland |
| 15. Dezember 2017 | Montafon      | Österreich  |
| 3. März 2018      | Sunny Valley  | Russland    |
| 17. Dezember 2018 | Arosa         | Schweiz     |
| 21. Dezember 2018 | Innichen      | Italien     |
| 20. Januar 2019   | Idre          | Schweden    |
| 26. Januar 2019   | Blue Mountain | Kanada      |
| 23. Februar 2019  | Sunny Valley  | Russland    |
| 24. Februar 2019  | Sunny Valley  | Russland    |
| 7. Dezember 2019  | Val Thorens   | Frankreich  |
| 22. Dezember 2019 | Innichen      | Italien     |
| 25. Januar 2020   | Idre          | Schweden    |
| 23. Februar 2020  | Sunny Valley  | Russland    |
| 16. Dezember 2020 | Arosa         | Schweiz     |
| 20. Dezember 2020 | Val Thorens   | Frankreich  |
| 20. Januar 2021   | Idre          | Schweden    |
| 24. Januar 2021   | Idre          | Schweden    |
| 27. Februar 2021  | Bakuriani     | Georgien    |
| 13. März 2021     | Sunny Valley  | Russland    |
| 12. März 2023     | Veysonnaz     | Schweiz     |
| 17. März 2023     | Craigleith    | Kanada      |
| 28. Februar 2025  | Gudauri       | Georgien    |
| 14. März 2025     | Craigleith    | Kanada      |
| 15. März 2025     | Craigleith    | Kanada      |
| 30. März 2025     | Idre Fjäll    | Schweden    |

Hinzu kommt ein Sieg und ein Podestplatz in einem Mixed-Wettbewerb (28. Februar 2021 in Bakuriani, Georgien).

### Juniorenweltmeisterschaften
- Cardrona 2010: 1. Skicross

### X Games
- 3. Platz Winter-X-Games 2011
- 4. Platz Winter-X-Games 2010

### Weitere Erfolge
- 2 Siege im Nor-Am Cup
- 1 Podestplatz im Europacup
- 5 Podestplätze im Australian New Zealand Cup, davon 3 Siege
- 1 Sieg im South American Cup
- Schweizer Skicross-Meistertitel 2011
- Nachwuchsathletin des Jahres 2010